# Comuna Lenart
Lenart (Občina Lenart) este o comună din Slovenia, cu o populație de 11.159 de locuitori (2002).

## Localități
Črmljenšak, Dolge Njive, Gradenšak, Hrastovec v Slovenskih goricah, Lenart v Slovenskih goricah, Lormanje, Močna, Nadbišec, Radehova, Rogoznica, Selce, Spodnja Voličina, Spodnje Partinje, Spodnji Porčič, Spodnji Žerjavci, Straže, Šetarova, Vinička vas, Zamarkova, Zavrh, Zgornja Voličina, Zgornji Žerjavci